# Georg Schipper
Georg Heinrich Schipper (* 12. Juni 1878 in Sillenstede; † 27. Juli 1972 ebenda) war ein deutscher Landwirt und als Politiker Mitglied des Oldenburgischen Landtags.

## Leben
Schipper war der Sohn des Hufners Simon Gerhard Schipper (1848–1924) und dessen Frau Marie geb. Folkerts. Nach dem Besuch von Volks-, Privat- und Ackerbauschule absolvierte er eine landwirtschaftliche Lehre auf dem Hof seiner Eltern. Durch die Übernahme einiger Ehrenämter, so war er von 1906 bis 1914 Geschäftsführer im Vorstand der Molkereigenossenschaft Neuende sowie Gemeinde- und Amtsrat, erlangte er auf kommunalpolitischer Ebene eine gewisse Bekanntheit und wurde daraufhin am 1. März 1920 in das neugegründete staatliche Siedlungsamt Oldenburg geschickt. In Fortsetzung dieser Tätigkeit arbeitete er anschließend bis 1926 im Oldenburgischen Domänenamt und wurde ab 1932 dessen Leiter. Während seiner Tätigkeit konnte Schipper die Einrichtung von mehreren hundert Neubauernstellen und Anliegersiedlungen sowie von 23 Staatsdomänen und einer Reihe von Wohnkolonien, so etwa in Kniphausersiel und Sanderbusch, erreichen.
Parallel war er von 1911 bis 1919, vermutlich innerhalb der linksliberalen Fortschrittlichen Volkspartei, Mitglied des Oldenburgischen Landtags. Auch in der Weimarer Republik hatte Schipper ab Juni 1920 wieder einen Landtagssitz, gab diesen aber wegen seiner beruflichen Tätigkeit im November 1920 wieder ab.
Nebenbei befasste sich Schipper auch noch mit familiengeschichtlichen und regionalhistorischen Untersuchungen.

## Familie
Schipper war ab dem 30. April 1901 mit Regine Harms (1878–1956) die Tochter des Landwirts Harm Harms und der Johanne Margarethe geb. Onken, verw. Regensdorff verheiratet. Das Paar hatte fünf Söhne. 